# Segunda divisão
Segunda Divisão,  também chamada Série B, é um termo, muito comum no meio futebolístico, usado para classificar um grupo que está abaixo apenas de um grupo principal, que neste caso seria a Primeira Divisão, ou Série A.

## Exemplos
- II Divisão (Antigo segundo escalão do Futebol Português)
- Campeonato Brasileiro de Futebol - Série B (segunda divisão do Campeonato Brasileiro de Futebol)
- Campeonato Carioca de Futebol - Série B (segunda divisão do Campeonato Carioca de Futebol)